# جون ستيل (لاعب كريكت)
جون ستيل (30 يوليو 1905 في المملكة المتحدة - 29 مارس 1990 في المملكة المتحدة) (بالإنجليزية: John Steele)‏ هو لاعب كريكت بريطاني (وحمل سابقاً جنسية المملكة المتحدة لبريطانيا العظمى وأيرلندا). لعب مع نادي مقاطعة هامبشاير للكريكت ‏ وBritish Army cricket team ‏.

## وصلات خارجية
- جون ستيل على موقع إي آس بي آن كريك إنفو (الإنجليزية)